# Gut Woltersdorf
Das Gut Woltersdorf war ein Rittergut in Woltersdorf bei Magdeburg in Sachsen-Anhalt.

## Geschichte
Seit dem 15. Jahrhundert besaßen die von Alvensleben aus Rogätz eines der drei Rittergüter in Woltersdorf. 1710–1714 wurden sie vom Minister Johann Friedrich II. von Alvensleben auf Schloss Hundisburg erworben. 

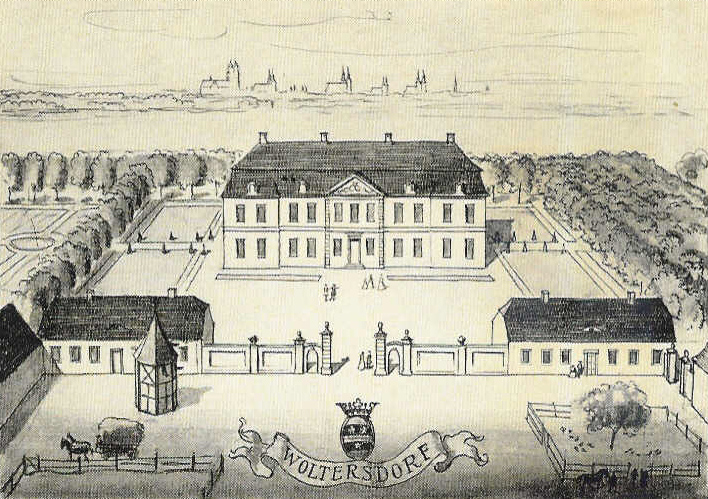
Gut Woltersdorf 1750, Zeichnung von Anco Wigboldus

Einer seiner Söhne, der kurhannoversche Drost Carl August II. von Alvensleben schuf in Woltersdorf ein Herrenhaus mit einem Lustgarten. Das Herrenhaus, von dem nur noch ein geringer Rest vorhanden ist, wurde 1744 errichtet und lag auf einer zum Elbtal nach Westen sanft abfallenden Höhe. Noch heute ruht der Blick auf dem Stadtbild Magdeburgs mit dem über dem Fluss aufragenden Kaiserdom und – vor den Zerstörungen seit 1945 – vielen doppeltürmigen Kirchen. Stromabwärts folgen Industrieanlagen dem Elblauf, den das Auge bis zum Bergfried von Rogätz verfolgt. Ein Terrassengarten, der sich in der Querachse des Hauses nach Süden erstreckte, bildete den Vordergrund der Landschaft. Der kleine Vorplatz mündete auf den großen, noch erhaltenen Gutshof. Die alte Kirche, 1744 gleichzeitig mit dem Schlossbau erneuert, besitzt noch die ausdrucksvolle, derb-dekorative Ausstattung jener Zeit.
Die Alvensleben aus Woltersdorf stellten nach 1800 in zwei Generationen noch bedeutende Persönlichkeiten im öffentlichen Leben:
- Gebhard Karl Ludolf von Alvensleben (1798–1867), preuß. General der Kavallerie und Mitglied des Preußischen Herrenhauses.
- Gebhard Nikolaus von Alvensleben (1824–1909), Oberforstmeister und Mitglied des Preußischen Herrenhauses.
- Gustav Hermann von Alvensleben (1827–1905), preuß. General der Kavallerie und Ritter des Orden vom Schwarzen Adler.

Sie vermochten aber den seit den Freiheitskriegen mit Schulden belasteten, verpachteten Besitz nicht zu behaupten und verkauften ihn 1881 an den damaligen Pächter Brandt.